# Francesco Saverio Apuzzo
Francesco Saverio Apuzzo (Napoli, 6 aprile 1807 – Capua, 30 luglio 1880) è stato un cardinale e arcivescovo cattolico italiano.

## Biografia
Fu ordinato sacerdote il 18 settembre 1830 e nel 1831 conseguì la laurea in teologia e divenne professore di teologia dogmatica. Fu tutore dei figli di Ferdinando II delle Due Sicilie e lettore di teologia presso l'Università di Napoli, di cui fu anche prefetto.
Il 19 gennaio 1854 fu nominato vescovo titolare di Anastasiopoli e consacrato vescovo il 12 marzo dello stesso anno dal cardinale Giuseppe Cosenza.
Il 23 marzo 1855 venne nominato Arcivescovo di Sorrento. A causa degli eventi conseguenti la Spedizione dei Mille, dovette trasferirsi a Roma per un breve periodo di esilio.
Partecipò al Concilio Vaticano I: pur non essendo del tutto favorevole alla proclamazione del dogma dell'infallibilità papale, non votò contro la sua approvazione. Il 24 novembre 1871 fu trasferito all'arcidiocesi di Capua.
Papa Pio IX lo elevò al rango di cardinale nel concistoro del 12 marzo 1877 e il 20 marzo dello stesso anno ricevette il titolo di Sant'Onofrio.
Partecipò al conclave del 1878 che elesse papa Leone XIII.
Morì all'età di 73 anni e la sua salma fu inumata nel cimitero di Capua.

## Genealogia episcopale e successione apostolica
La genealogia episcopale è:
- Cardinale Scipione Rebiba
- Cardinale Giulio Antonio Santori
- Cardinale Girolamo Bernerio, O.P.
- Arcivescovo Galeazzo Sanvitale
- Cardinale Ludovico Ludovisi
- Cardinale Luigi Caetani
- Cardinale Ulderico Carpegna
- Cardinale Paluzzo Paluzzi Altieri degli Albertoni
- Papa Benedetto XIII
- Papa Benedetto XIV
- Papa Clemente XIII
- Cardinale Bernardino Giraud
- Cardinale Alessandro Mattei
- Cardinale Giovanni Francesco Falzacappa
- Cardinale Giuseppe Cosenza
- Cardinale Francesco Saverio Apuzzo

La successione apostolica è:
- Vescovo Antonio Centore (1876)